# Daň z nabytí nemovitých věcí
Daň z nabytí nemovitých věcí byla majetková daň, která byla součástí české daňové soustavy do 26. 9. 2020. Jednalo se o přímou daň vázající se na vlastnictví majetku, jejíž celý výnos byl příjmem státního rozpočtu. V letech 1993–2013 existovala jako daň z převodu nemovitostí, od roku 2014 do září 2020 jako daň z nabytí nemovitých věcí. Od roku 2021, na základě jejího zrušení z 26.9.2020 kvůli koronaviru se daň z nabytí nemovitých věcí už neplatí.

## Poplatník daně
Poplatníkem daně byl původně ve většině případů převodce vlastnického práva, s účinností od 1. listopadu 2016 byl poplatníkem nabyvatel (kupující) vlastnického práva k nemovité věci. Jednalo se o daň jednorázovou, která se platila až po převedení nemovitosti na kupujícího. Ten byl povinen podat daňové přiznání nejpozději do uplynutí tří po sobě jdoucích měsíců po měsíci, ve kterém byl zapsán vklad práva do katastru nemovitostí. Pokud byl tedy vklad zapsán např. v lednu, kupující byl povinen do konce dubna podat daňové přiznání. V zákoně byly avšak uvedeny ještě specifické případy, ve kterých byl postup odlišný.

## Předmět daně a osvobození
Předmětem této daně byly nemovité věci uplatněné v převodu, které se dle katastru nemovitostí nacházely na území České republiky.
Od daně byly osvobozeny například novostavby rodinných domů. Daň se dále nevztahovala na dědictví nebo dary.
Předmětem daně bylo úplatné nabytí vlastnického práva k nemovité věci, která je:
- pozemkem, stavbou nebo jednotkou nacházejícími se na území České republiky,
- právem stavby, jímž zatížený pozemek se nachází na území České republiky, nebo
- spoluvlastnickým podílem na nemovité věci uvedené v předchozích bodech.[3]

## Základ daně
Základem daně byla nabývací hodnota snížená o uznatelný výdaj (náklady znaleckého posudku). Nabývací hodnota se nejčastěji stanovila porovnáním sjednané ceny a tzv. srovnávací daňové hodnoty, kdy se nabývací hodnotou stala vyšší z nich. Nešlo-li použít směrnou hodnotu, použila se místo ní hodnota zjištěná podle zákona upravujícího oceňování majetku. Pro specifické případy pak zákonné opatření Senátu určovalo způsob určení tzv. zvláštní ceny.
Sjednaná cena: Touto cenou se rozuměla úplata za nabytí vlastnického práva k nemovité věci.
Srovnávací daňová hodnota: Šlo buď o částku odpovídající 75 % tzv. směrné hodnoty, nebo částku odpovídající 75 % zjištěné ceny. Poplatník si mohl sám určit, kterou z nich pro výpočet použil.
- Směrná hodnota: Její výpočet vycházel z cen nemovitostí v místě, ve kterém se nemovitá věc, jejíž hodnotu zjišťujeme, nacházela v daném časovém období[7] . Při jejím určení se bral v potaz i druh, poloha, účel, stav, stáří, vybavení a stavebně technické parametry nemovité věci. U této formy výpočtu srovnávací daňové hodnoty neměl poplatník povinnost dokládat znalecký posudek k nemovité věci.
- Zjištěná cena: Cena byla výsledkem oceňování majetku dle zákona o oceňování majetku.[8] Tento způsob zjištění nabývací hodnoty si mohl poplatník zvolit u nejběžněji převáděných nemovitých věcí (rodinné domy, rekreační objekty, garáže, pozemky, jejichž součástí jsou tyto stavby, pozemky bez trvalého porostu, bytové jednotky). Pokud si poplatník určil pro výpočet srovnávací daňové hodnoty zjišťovací cenu, byl povinen v rámci daňového přiznání doložit znalecký posudek.

Zvláštní cena vznikala ve speciálních případech. Za zvláštní cenu se považovala cena dosažená při veřejné nebo soudem nařízené dražbě nebo v souvislosti s vkladem nemovité věci do obchodní korporace, kdy zvláštní cena představovala cenu vkládané nemovitosti. Za zvláštní cenu byla dále považována cena při prodeji v rámci insolvenčním řízení nebo v souvislosti s vyřízením pozůstalosti.

## Výpočet daně a její význam
Sazba daně činila 4 % za základu daně. Daň se tedy vypočetla jako 4% ze základu daně zaokrouhlené na celé stokoruny nahoru. Základ daně poté činila kupní cena nemovitosti nebo 75% ze směnné hodnoty, která byla obvykle stanovena finančním úřadem. Daň z nabytí nemovitých věcí menší než 200 Kč se neplatila.
Průměrný podíl daně z nabytí nemovitých věcí na celkovém státním inkasu daní představoval od zavedení 1,57% . Jedná se tedy o drobný nárůst oproti podílu daně z převodu nemovitostí, která se mezi lety 2010–2013 pohybovala okolo 1,3% . Daň z nabytí nemovitých věcí však představovala významný podíl napříč majetkovými daněmi, kam dále spadá daň z nemovitosti, darovací daň a dědická daň. Zde představovala za rok 2019 podíl ve výši 56 %, což odpovídá 13,847 miliardám Kč.

## Podání daňového přiznání a splatnost daně
Poplatník byl povinen podat daňové přiznání nejpozději do konce třetího kalendářního měsíce následujícího po kalendářním měsíci, v němž byl proveden vklad práva do katastru nemovitostí. V daňovém přiznání poplatník sám vyčíslil zálohu a jeho povinností bylo uvést i údaje, které posloužily k určení směrné hodnoty. Prostřednictvím této zálohy pak poplatník zaplatil daň z nabytí nemovitých věcí ve výši 4 % sjednané ceny. Záloha byla splatná v poslední den lhůty stanovené pro podání daňového přiznání. Pokud se záloha vyčíslená poplatníkem lišila od zálohy, kterou na základě poskytnutých údajů určil správce daně, byl tento rozdíl splatný do 30 dnů od doručení platebního výměru. Obdobný postup platí i v případě, že je daň z nabytí nemovitých věcí vyšší než záloha na daň.

## Historie daně
Prvním uceleným zdrojem zdanění převodu nemovitostí (úplatného i neúplatného) na
území českého státu byl kolkový a taxovní patent č. 404/1840 Sb. z. s., který sjednotil do té
doby nejednotnou úpravu soudních, správních a dalších poplatků. Zdanění převodů nemovitostí bylo dlouhou dobu prováděno formou poplatku (tzv. immobiliární poplatek). Kolkový a taxovní patent byl několikrát nahrazen jinými předpisy, kdy poslední verzí byl zákon č. 74/1901 ř. z., který platil až do roku 1957. Stanovil základní sazbu poplatku na 3 % z hodnoty majetku zvýšené o 25 % (tedy ve výsledku 5 % efektivní sazbu). Takový poplatek už jeví rysy daně, nicméně označení poplatek vycházelo z pojetí účelu platby jako odměny za správní úkon a určení výnosu z poplatků, kterým byly správní úřady. Na výši daňové sazby měl vliv vztah mezi převodci (nejvyšší sazba činila 8 procent u osob cizích), způsob využití převáděné nemovitosti, skutečnost, jestli se jednalo o úplatný, či bezúplatný převod, jestli šlo o první, nebo několikátý převod dané nemovitosti a další skutečnosti.
Úprava z roku 1901 byla změněna zákonem číslo 26/1957 Sb., o notářských poplatcích, který určil sazbu 1–5 % pro osoby v blízkém příbuzenském nebo osobním poměru, v ostatních případech činila sazba 6-13 %. Pro nemovitost v soukromém vlastnictví se k sazbě poplatku přičetla další 2 %. Přesné stanovení, která sazba se použije pro konkrétní případ, stanovovalo nařízení ministra financí. Poplatek byli povinni hradit rukou společnou a nerozdílnou nabyvatel, převodce a nabyvatelův právní nástupce ve vlastnictví převedené věci nebo její části.
Zákon z roku 1957 byl nahrazen zákonem č. 24/1964 Sb., o notářských poplatcích. Rozpětí daňových sazeb zůstalo stejné a konkrétní sazbu určovala vyhláška ministerstva financí. Poplatníkem se stal nově převodce a nabyvatel za poplatek pouze ručil. Nabyvatel se stával poplatníkem pouze při nabytí nemovitosti výkonem rozhodnutí soudu nebo při vyvlastnění.
V duchu notářských poplatků se nesl i další zákon z roku 1984.
Teprve zákon č. 357/1992 Sb., o dani dědické, dani darovací a dani z převodu nemovitostí, zavedl principy daňového řízení. Zdaňoval se tak nově majetkový prospěch, nikoliv administrativní úkon, daň se vyměřovala na základě daňového přiznání a její výběr měly na starosti místní finanční orgány, oddělila se rozhodovací činnost notářů od listinné a osvědčovací činnosti.
S účinností od 26. 9. 2020 byla daň úplně zrušena zákonem č. 386/2020 Sb. Zákon byl zrušen se zpětnými účinky - pokud lhůta pro podání daňového přiznání uplynula od 31. 3. 2020, zanikla daňová povinnost u daně z nabytí nemovitých věcí vzniklá přede dnem nabytí účinnosti tohoto zákona.